# Vitolo Machín
Victor Machín Pérez (Las Palmas de Gran Canaria, Spania, n. 2 noiembrie 1989), cunoscut sub numele de Vitolo, este un fotbalist spaniol care joacă pentru FC Sevilla, în Prima Divizie din Spania, pe postul de mijlocaș ofensiv sau extremă, de obicei, pe partea stângă.

## Palmares

### Club
Sevilla
- UEFA Europa League: 2013–14, 2014–15, 2015–16
- Copa del Rey: Runner-up 2015–16
- Supercopa de España: Runner-up 2016
- UEFA Super Cup: Runner-up 2014, 2015, 2016

### Individual
- La Liga Player of the Month: March 2015